# John W. Kern
John W. Kern (Alto, 1849. december 20. – Asheville, 1917. augusztus 17.) az Amerikai Egyesült Államok szenátora (Indiana, 1911–1917).